# Aubrey (Teksas)
Aubrey je grad u američkoj saveznoj državi Teksas. Prema popisu stanovništva iz 2010. u njemu je živjelo 2.595 stanovnika.